# Achim Goerres
Achim Goerres (* 17. Oktober 1977) ist ein deutscher Politikwissenschaftler und politischer Soziologe.

## Leben
Nach dem Abitur am Stiftischen Gymnasium Düren und Zivildienst an der Rheinischen Schule für Blinde Düren studierte Achim Goerres Europäische Studien an der Universität Osnabrück und der Universität Leiden. Im Jahr 2002 erwarb er den MSc in Comparative Politics an der London School of Economics and Political Science, 2003 den MA in Europastudien an der Universität Osnabrück, 2007 den PhD an der London School of Economics and Political Science und 2010 die Habilitation in Politikwissenschaft an der Universität zu Köln. 2006 schloss er zudem das Certificate of Learning and Teaching in Higher Education an der Universität London ab.
Goerres lehrte von 2011 bis 2021 als W2-Professor Empirische Politikwissenschaft an der Universität Duisburg-Essen. Seit 2016 leitet er die Immigrant German Election Study. In diesen Studien werden Zufallsstichproben für deutsche Staatsbürger mit internationalen Wurzeln für Umfragen ausgewertet.
Im Jahr 2021 wurde er an der Universität Duisburg-Essen W3-Professor für Empirische Politikwissenschaft. Seit 2021 leitet Goerres das mit 2 Millionen Euro geförderte Consolidator-Grant-Projekt POLITSOLID des European Research Council zu „The Ties that Bind: Experimental Analyses of Political Solidarities in Modern European Democracies“.

## Schriften (Auswahl)
- Can we reform the welfare in times of grey majorities? The myth of an electoral opposition between younger and older voters in Germany. Köln 2007.
- mit Marius R. Busemeyer und Simon Weschle: Demands for redistributive policies in an era of demographic aging. The rival pressures from age and class in 15 OECD countries. Köln 2008.
- The Political Participation of Older People in Europe. The Greying of our Democracies. Basingstoke: Palgrave 2009, ISBN 0-230-22052-5.
- mit Marius R. Busemeyer und Simon Weschle: Attitudes towards redistributive spending in an era of demographic ageing. The rival pressures from age and income in 14 OECD countries. Konstanz 2009.
- mit Claudius Wagemann und Markus Siewert (Hg.): Handbuch Methoden der Politikwissenschaft, Wiesbaden: Springer, 2020, SpringerLink.
- mit Pieter Vanhuysse (Hg.): Global Political Demography: the Politics of Population Change, London: Palgrave Macmillan, 2021, Open Access. https://link.springer.com/book/10.1007/978-3-030-73065-9
- mit Staffan Kumlin: Election Campaigns and Welfare State Change: Democratic Linkage and Leadership Under Pressure, Oxford: Oxford University Press, 2022, ISBN 978-0-19-886921-4.